# Theme from Mission: Impossible
Theme from Mission: Impossible is het titelnummer van de televisieserie Mission: Impossible (1966-1973). Het is geschreven en gecomponeerd door de Argentijnse componist Lalo Schifrin. Na het einde van de serie is het ook gebruikt voor andere dingen rond "Mission: Impossible", waaronder de remake van de televisieserie uit 1988, de filmserie en de videogameserie.
Het nummer werd in 1967 ook uitgebracht op single. Toen haalde het de 41e positie in de Amerikaanse Billboard Hot 100.
In 1996 maakten U2-bassist Adam Clayton en U2-drummer Larry Mullen jr. een nieuwe versie voor het nummer, ditmaal voor de soundtrack van de film die dat jaar verscheen. Deze versie bestormde wereldwijd de hitlijsten. In Ierland, het thuisland van U2, behaalde het de 2e positie. In zowel de Nederlandse Top 40 als de Vlaamse Ultratop 50 behaalde het de 15e positie.

## Trivia
- Darter Lourence Ilagan  gebruikt het nummer als opkomstmuziek.